# Garbanzo de Fuentesaúco
El garbanzo de Fuentesaúco es una indicación geográfica protegida de la provincia de Zamora, en la comunidad autónoma de Castilla y León, España.
El garbanzo de Fuentesaúco es una legumbre producida en la comarca de La Guareña, al sureste de la provincia de Zamora. Su producción ha sido apreciada desde la antigüedad, incluso en el siglo XVI llegó a contar con protección real. En 1996 obtuvo el reconocimiento provisional de IGP, posteriormente ratificado en el 2002, lo que supuso que su consejo regulador sea el que ampare y certifica la calidad de la producción de su zona geográfica delimitada.
La variedad de leguminosa plantada en La Guareña es de la especie Cicer arietinum L, denominada “macrocarpum” y ha dado lugar a la existencia del ecotipo local “Fuentesaúco” destinado al consumo humano. Se diferencia por ser poco exigente en su cultivo, pero al mismo tiempo poco productivo, siendo un claro ejemplo de máxima adaptación a su zona de cultivo. Su fruto, el garbanzo, se caracteriza por su tamaño medio a grande, color cremoso, pico pronunciado y curvo, y por contar con una rugosidad intermedia. Tras su cocción, los garbanzos de esta IGP se mantienen íntegros, con piel blanda y suave, textura mantecosa y uniforme, además de un agradable sabor al paladar.

## Descripción
El producto amparado por la Indicación Geográfica Protegida (IGP) «Garbanzo de Fuentesaúco» son las semillas de la especie Cicer arietinum L, variedad macrocarpum, ecotipo “Fuentesaúco” destinadas a consumo humano. Se comercializan envasadas como legumbre seca. El ecotipo “Fuentesaúco” lo constituye un conjunto de individuos que, si bien presentan idénticas características genéticas a la variedad a la que pertenecen, están adaptados a las condiciones del lugar en el que viven, presentando diferencias morfológicas y fisiológicas en su desarrollo debidas al medio, y que precisamente por ello reciben como sobrenombre el de la zona geográfica donde se cultivan.
Representa el máximo nivel de adaptación a la zona de cultivo, caracterizándose por ser poco exigente pero igualmente poco productivo. Los garbanzos, para ser protegidos por la Indicación Geográfica, deberán reunir las siguientes características:
- Morfológicas: Rugosidad de la piel intermedia, sin manchas superficiales, pico curvo y pronunciado.

- Físico-químicas: El peso de 100 garbanzos secos tras su acondicionamiento será entre 40 y 50 gramos. Absorción de agua destilada, a 25 °C durante 10 horas superior al 100%.

- Organolépticas: Tras una adecuada cocción y hasta el punto óptimo de consumo presentarán albumen mantecoso, poco granuloso, la piel será blanda y al menos el 85% de los garbanzos deberá mantener integridad de grano y la piel adherida. El sabor será siempre agradable. El color será el resultante de una mezcla entre amarillo, blanco y marrón que da lugar a tonos crema o apagados.

En todos los demás aspectos, los garbanzos secos deberán pertenecer a las categorías comerciales “Extra” o “I” reflejadas en la Orden de 16 de noviembre de 1983 por la que se aprueba la norma de calidad para determinadas legumbres secas y legumbres mondadas, envasadas, destinadas al consumo interior, o norma vigente que la sustituya.

## Zona
La zona de producción abarca a grandes rasgos la comarca de La Guareña, situada en el extremo sureste de la provincia de Zamora. Tiene una superficie de 687 km², en los que se comprenden los siguientes términos municipales de la provincia de Zamora: Argujillo, La Bóveda de Toro, Cañizal, Castrillo de la Guareña, El Cubo del Vino, Cuelgamures, Fuentelapeña, Fuentesaúco, Fuentespreadas, Gema, Guarrate, El Maderal, El Pego, El Piñero, San Miguel de la Ribera, Santa Clara de Avedillo, Sanzoles, Vadillo de la Guareña, Vallesa, Villabuena del Puente, Villaescusa y Villamor de los Escuderos.

## Historia
El garbanzo se cultivó desde tiempos antiguos en las tierras que bordean el Mediterráneo oriental y en Mesopotamia. A la península ibérica, y más concretamente a la cuenca del Duero, parece ser que llegaron a través de la colonización de los romanos. Su cultivo se mantuvo en la época visigoda y se incrementó en la época de los árabes.
Las primeras referencias escritas al cultivo del garbanzo de Fuentesaúco datan del siglo XVI. En las ordenanzas municipales que se promulgaron en Fuentesaúco en el año 1569 se indica que no se pueden introducir garbanzos de cualquier otro lugar que no sea Fuentesaúco: “(…) porque el caudal e trato de esta villa son los garbanzos mandamos que ninguno de la villa ni de fuera parte pueda meter garbanzos de esta villa el ni otro por él, so pena que si los metiere que los haya perdido excepto si hubiere necesidad de ellos para sembrar e que sea con licencia del concejo”. Esta medida proteccionista es ratificada por el rey Felipe II el 22 de noviembre de 1571.
El rey Felipe III creó el 18 de noviembre de 1612 el título de Conde de la Fuente de Saúco, que ostentó Pedro de Deza, quien conociendo la calidad única que tenían los garbanzos de Fuentesaúco, se los envió como obsequio a Francisco de Quevedo. Este ilustre escritor hace referencia a este presente en la carta remitida a Sancho de Sandoval el 16 de enero de 1639: “… El Conde de la Fuente del Saúco me acaba de enviar de presente de garbanzos de su lugar, por saber que son mi mejor golosina. Remito a v.m. este celemín de ellos. Son cosa famosa en todo el mundo, por lo que crecen cocidos y su gran ternura y no cogerse de su condición en otra parte. Yo a otras tantas perlas de su tamaño no las trocaré si me aconsejo con el estómago…”
La divulgación del garbanzo se incrementa cuando los agricultores acuden con ellos, junto con otros productos, a la Feria de los Santos, establecida por el rey Carlos III (1716-1788), y al mercado que instituyó todos los martes. Es también por entonces cuando comienza a dejarse oír el refrán: “el buen garbanzo y el buen ladrón de Fuentesaúco son”.
No cabe duda de que el garbanzo tan apreciado que se vendía en esta villa también tenía su origen en otros pueblos cercanos. El catastro del Marqués de la Ensenada, elaborado en 1752, hace referencia a la producción de garbanzo de la comarca de Fuentesaúco, mencionado las cantidades de semilla que se empleaban, la producción y el precio de venta.
El garbanzo de Fuentesaúco tuvo cierta fama en la América de habla hispana. Concretamente en Caracas (Venezuela), solían encontrarse en algunas tiendas de comestibles sacos con un letrero que ponía: “Garbanzos de Fuentesaúco”. No es de extrañar que se conocieran allí si tenemos en cuenta que fueron muchas las gentes de esta comarca que emigraron hacia aquellas tierras.
Madoz, en su diccionario estadístico del año 1845,  cuando se refiere a Fuentesaúco, dice: “produce garbanzos tan famosos en todas partes, sin embargo en otros varios pueblos se coge tan rico”, haciendo referencia a que la localidad de Fuentesaúco había dado nombre a la producción de garbanzos de toda la comarca. Benito Pérez Galdós, en sus “Episodios nacionales”, hace también referencia a estos garbanzos.
El garbanzo de Fuentesaúco fue premiado en varias ocasiones por su finura y calidad. Como ejemplos podemos citar la medalla recibida en Madrid con motivo de la Exposición de Agricultura del año 1857 y el Diploma de Honor obtenido en la Exposición General que se celebró en Sevilla a principios del siglo XX.
Las referencias en la literatura del siglo XX al garbanzo de Fuentesaúco son bastante frecuentes. Camilo José Cela, Premio Nobel de Literatura, escribió en su libro “Judíos, Moros y Cristianos”: “Fuentesaúco de Fuentidueña (Segovia), aunque también los cultiva, no es el Fuentesaúco famoso por sus garbanzos. El Fuentesaúco garbancero es el zamorano.”
El prestigio del garbanzo de Fuentesaúco es de ámbito nacional, siendo frecuentes las referencias al mismo en los medios de comunicación, incluso cuando el asunto tratado no está relacionado con temas gastronómicos. Sirva de ejemplo la revista “La Hoja del Mar”, correspondiente al primer trimestre de 1979, y que edita el Instituto Social de la Marina, donde se dice que “Cercano a Cartagena hubo un pueblo que hasta el siglo pasado se llamó Garbanzal (…). Lo que es curioso es que el mejor garbanzo no sea murciano sino castellano, el más afamado es el de Fuentesaúco”.
El nombre del garbanzo de Fuentesaúco en el ámbito gastronómico aparece siempre vinculado a una calidad superior a la del conjunto de los garbanzos. En el suplemento del periódico El País, correspondiente a la primera semana de febrero de 1989, aparece un artículo del periodista Carlos Delgado, titulado “Al amor de la Lumbre” en donde se hace un poco de historia sobre el cocido y da una serie de recetas, en el que podemos leer: “… y el garbanzo, que si es de Fuentesaúco, mejor que mejor,…”.

## Control y certificación
Existen diversos procedimientos de control y certificación que prueban que este producto es originario de La Guareña. En este sentido, las funciones de vigilancia y control de la producción, almacenamiento, envasado y calidad de los garbanzos, los ejerce el Consejo Regulador a través del Comité de Certificación.
En estas funciones de vigilancia y control, se tiene en cuenta que:
- Los garbanzos procederán únicamente de parcelas inscritas en los registros del Consejo Regulador.

- Los garbanzos se manipularán en los almacenes e industrias envasadoras que previamente hayan sido inscritas en los registros del Consejo Regulador.

- La expedición de garbanzos que tenga lugar entre los distintos operadores deberá ir acompañada de un volante de circulación expedido previamente por el Consejo Regulador.

- El Consejo Regulador efectuará controles y evaluaciones periódicas, basados en inspección de parcelas, almacenes e industrias envasadoras, encaminados a comprobar el cumplimiento del método de obtención del producto, toma de muestras, realización de ensayos, así como revisión de la documentación.

- Solo saldrán al mercado con garantía de origen avalada por el etiquetado del Consejo Regulador, los garbanzos procedentes de industrias de envasado que hayan superado todos los controles del proceso.

- El número de etiquetas o contraetiquetas entregadas por el Consejo Regulador a las industrias envasadoras, estará en función del producto entregado por el agricultor o almacenista a la misma, y de la capacidad de los envases en los que el garbanzo va a ser comercializado.

Así, por tanto, el proceso de producción es controlado por el Consejo Regulador en sus tres fases principales (cultivo, almacenaje y envasado), siendo las normas seguidamente indicadas las que certifican la calidad final de esta legumbre:
En las parcelas
Los garbanzos se cultivarán en parcelas de la zona de producción agrícola que estén inscritas en el Consejo Regulador. Dichas parcelas se caracterizan por tener suelos profundos y con buen drenaje, de textura franca o francoarenosa, pH ácido, neutro o ligeramente alcalino, con niveles bajos o medios de calcio asimilable, baja relación carbono-nitrógeno y nula o muy baja salinidad. Para las siembras se utilizará semillas de garbanzo del ecotipo “Fuentesaúco” o de las variedades comerciales que se obtengan en el futuro a partir de dicho ecotipo, en marco libre y en dosis que oscilará entre 100 y 150 kilogramos por hectárea, en función del tamaño de la semilla, tipo de suelo y condiciones para la nascencia.
Las siembras de garbanzos se realizarán en alternancia con otros cultivos, no repitiendo nunca el cultivo del garbanzo sobre la misma parcela en dos campañas consecutivas. Cuando se incorporen abonos orgánicos al terreno estos se aplicarán durante los cultivos anteriores para que estén debidamente mineralizados antes de la siembra del garbanzo. Cuando se utilicen abonos minerales, estos se incorporarán al terreno previamente a la siembra. Dado que el garbanzo es una leguminosa capaz de utilizar eficazmente el nitrógeno atmosférico, no suelen utilizarse abonos nitrogenados. Las aportaciones de fósforo y potasio serán moderadas ya que las extracciones del cultivo son escasas.Dado que las prácticas de cultivo están orientadas a limitar el desarrollo de plagas y enfermedades que pudieran afectar al cultivo del garbanzo, se recurrirá a tratamientos fitosanitarios únicamente de un modo excepcional.
La recolección de las semillas se realizará cuando las plantas y las malas hierbas del cultivo estén totalmente secas para evitar la pigmentación del grano. Los rendimientos normales oscilan entre 600 y 800 kilogramos por hectárea.
En los almacenes
El almacenamiento lo realizarán tanto los agricultores como el resto de operadores evitando la mezcla de garbanzos de diferentes características consiguiendo así una uniformidad valorada por los consumidores.
Las condiciones mínimas que deberán reunir los almacenes serán las siguientes:
- Estar limpios, secos, en buen estado de conservación y convenientemente aireados.
- Tener unas dimensiones adecuadas que permitan la separación física de los garbanzos de otros productos almacenados mediante obra de fábrica, separadores de hormigón, almacenamiento en big-bags, contenedores, etc.
- Se mantendrán debidamente alejados los materiales susceptibles de generar contaminación, tales como productos fitosanitarios o carburantes.
- Estarán dotados de los elementos mínimos que eviten la presencia de fuentes externas de contaminación, tales como insectos, roedores u otros animales indeseables.

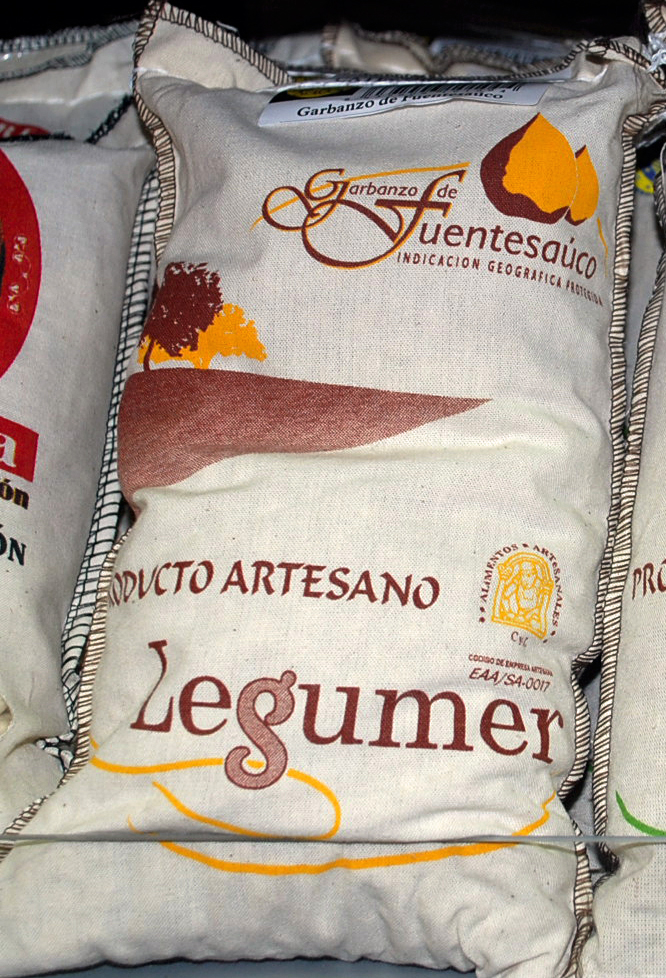
Garbanzo de Fuentesaúco envasado.

En las industrias envasadoras
Los garbanzos se someterán, en las industrias envasadoras inscritas, a los siguientes procesos y en el siguiente orden:
- Control de calidad de la materia prima encaminado a comprobar los aspectos previstos para la “descripción del producto”, y uniformar los diferentes lotes.
- Limpieza y eliminación de cuerpos extraños que acompañan a las semillas mediante cribado y corriente de aire.
- Selección de garbanzos, eliminando los defectuosos, manchados y de pequeño tamaño.
- Calibrado y clasificación por tamaños.
- Envasado, es decir, la introducción de los garbanzos secos en los envases mediante dosificadoras automáticas o semiautomáticas.
- Control de calidad final que garantice que los envases no presentan defectos y que el producto cumple con las tolerancias aplicables.
- Etiquetado, es decir, la colocación de etiquetas o contraetiquetas identificativas expedidas por el Consejo Regulador.

Los garbanzos secos se comercializarán en un periodo de tiempo comprendido entre la recolección y el mes de septiembre del segundo año transcurrido a partir de dicha fecha.